# Solifenacina
Solifenacina (nella fase sperimentale conosciuta con la sigla YM905) è una molecola dotata di proprietà di tipo anticolinergico, un antispastico delle vie urinarie. Come farmaco viene utilizzata per alleviare i disturbi vescicali e delle vie urinarie nei soggetti con iperattività vescicale, segnatamente la minzione eccessivamente frequente e l'incapacità di controllare la minzione (la cosiddetta incontinenza urinaria da urgenza). In Italia il farmaco è venduto dalla società farmaceutica Astellas Pharma con il nome commerciale di Vesiker nella formulazione di compresse rivestite da 5 e 10 mg.

## Farmacodinamica
Solifenacina agisce come antagonista competitivo sui recettori colinergici. La vescica è innervata da fibre nervose del sistema parasimpatico che rilasciano acetilcolina. Il neurotrasmettitore legandosi ai recettori muscarinici, in particolare al sottotipo M3, determina la contrazione della fibre muscolari lisce del muscolo detrusore. Prevenendo il legame dell'acetilcolina a questi recettori M3, la solifenacina riduce il tono della muscolatura liscia della vescica, permettendo al viscere di contenere maggiori volumi di urina, riducendo il numero delle minzioni, e gli episodi di urgenza e incontinenza. Grazie alla lunga emivita di eliminazione, una singola dose giornaliera può offrire un controllo del tono della muscolatura liscia della vescica urinaria per 24 ore.

## Farmacocinetica
Solifenacina dopo assunzione per via orale viene ben assorbita dal tratto gastroenterico. I picchi plasmatici (Cmax) si ottengono nel giro di 3-8 ore (Tmax). La biodisponibilità assoluta raggiunge il 90%. La contemporanea assunzione di cibo non modifica in alcun modo la Cmax e l'area sotto la curva (AUC). La solifenacina si lega ampiamente (nella misura del 98% circa) alle proteine plasmatiche, ed in particolare all'α1-glicoproteina acida.
La solifenacina subisce un ampio metabolismo epatico, principalmente tramite il citocromo P450 isoenzima 3A4 (CYP3A4).
L'emivita terminale della sostanza varia tra le 45 e le 68 ore. Nel plasma è possibile identificare, oltre al farmaco immodificato, anche un metabolita farmacologicamente attivo (4R-idrossi solifenacina) e tre metaboliti inattivi.
A seguito di studi con solifenacina marcata 14C è stato evidenziato che l'eliminazione del farmaco avviene per il 70% circa tramite la via urinaria e per il 23% tramite le feci nell'arco di circa 4 settimane. Nell'urina viene reperito circa l'11% come sostanza immodificata, l'8% come metabolita attivo 4R-idrossi, ed il resto come metaboliti inattivi.
L'età od il sesso del paziente non richiedono alcun aggiustamento del dosaggio.
Nei soggetti con insufficienza renale solifenacina presenta un'emivita prolungata e pertanto in questa popolazione di pazienti non è opportuno oltrepassare il dosaggio di 5 mg/die.

## Usi clinici
Il farmaco viene utilizzato per il trattamento sintomatico dell'incontinenza da urgenza oppure dell'aumentata frequenza urinaria in soggetti con sindrome della vescica iperattiva.

## Effetti collaterali ed indesiderati
| Tipi di reazioni                                  | Comuni (>1/100, <1/10)                                                          | Non comuni (>1/1.000, <1/100)            | Rare (>1/10.000, <1/1.000)                                                             | Molto rare (<1/10.000) | Frequenza non nota |
| ------------------------------------------------- | ------------------------------------------------------------------------------- | ---------------------------------------- | -------------------------------------------------------------------------------------- | ---------------------- | ------------------ |
| Infezioni ed infestazioni                         |                                                                                 | - Infezione delle vie urinarie - Cistite |                                                                                        |                        |                    |
| Disturbi psichiatrici                             |                                                                                 |                                          |                                                                                        | - Allucinazioni        |                    |
| Disturbi del sistema nervoso                      |                                                                                 | - Sonnolenza - Disgeusia                 |                                                                                        | - Vertigine - Cefalea  |                    |
| Patologie dell'occhio                             | - Vista sfocata                                                                 | - Secchezza oculare                      |                                                                                        |                        |                    |
| Patologie renali e urinarie                       |                                                                                 | - Difficoltà della minzione              | - Ritenzione urinaria                                                                  |                        |                    |
| Patologie respiratorie, toraciche e mediastiniche |                                                                                 | - Secchezza nasale                       |                                                                                        |                        |                    |
| Patologie cutanee e del tessuto sottocutaneo      |                                                                                 | - Secchezza cutanea                      | - Prurito - Rash cutaneo                                                               | - Eruzioni lichenoidi  |                    |
| Disturbi gastrointestinali                        | - Secchezza delle fauci - Nausea - Costipazione - Dispepsia - Dolore addominale | - Reflusso gastroesofageo                | - Ostruzione del colon - Occlusione intestinale da feci - Pseudoostruzione intestinale | - Vomito               |                    |
| Patologie cardiache                               |                                                                                 |                                          |                                                                                        | - Prolungamento del QT |                    |

## Controindicazioni
Solifenacina è controindicata nei soggetti con ipersensibilità nota al principio attivo oppure ad uno qualsiasi degli eccipienti della formulazione farmacologica. È inoltre controindicata nei pazienti con ritenzione urinaria, megacolon tossico, miastenia grave, glaucoma ad angolo stretto, grave alterazione della funzionalità epatica o della funzionalità renale.

## Dosi terapeutiche
Negli adulti e negli anziani la dose raccomandata di solifenacina succinato è pari a 5 mg, in singola somministrazione giornaliera. Se necessario, la dose può essere raddoppiata a 10 mg, sempre una sola volta al giorno.

## Gravidanza e allattamento
Gli studi sperimentali sugli animali non hanno evidenziato effetti dannosi sulla fertilità, sullo sviluppo embrionale o fetale oppure sul parto. Non sono disponibili dati su donne gravide che hanno fatto uso di solifenacina. La Food and Drug Administration ha inserito il farmaco in classe C (farmaci i cui studi sugli animali hanno rilevato effetti dannosi sul feto, teratogenico/letale o altro, e per i quali non sono disponibili studi controllati in donne oppure farmaci per i quali non sono disponibili studi né sull'uomo né sull'animale) per l'uso in gravidanza.
Studi sperimentali hanno dimostrato che nei topi la solifenacina e i suoi metaboliti sono escreti nel latte. Il farmaco può provocare una riduzione dell'accrescimento dei topi neonati. Non sono disponibili dati, e pertanto non è noto, se solifenacina sia escreta nel latte umano. Le donne che intendono allattare al seno debbono quindi sospendere l'assunzione della sostanza.

## Interazioni
- Farmaci stimolatori della motilità gastrointestinale(metoclopramide,  cisapride): la co-somministrazione può ridurre l'efficacia di questi farmaci.
- Farmaci inibitori del CYP3A4 (ad esempio ketoconazolo, ritonavir, nelfinavir, itraconazolo): l'assunzione di queste molecole durante il trattamento con solifenacina può determinare un aumento di due-tre volte dell'AUC.[21]
- Contraccettivi orali: la contemporanea assunzione di solifenacina ed etinil-estradiolo/levonorgestrel non ha mostrato interazioni farmacocinetiche di rilievo.[22]
- Warfarin: la terapia di associazione tra anticoagulante e solifenacina non sembra comportare un'alterazione clinicamente rilevante della farmacocinetica del warfarin né un effetto significativo sul tempo di protrombina.[23]
- Digossina: la contemporanea assunzione di solifenacina e digossina non comporta effetti evidenti sulla farmacocinetica del digitalico.[23]